# Милко Казанов
Милко Георгиев Казанов е български каякар и треньор по кану-каяк.
Роден е на 11 февруари 1970 година в Русе. Започва да се занимава с кану-каяк и от началото на 1990-те години се състезава. Печели бронзов медал на 1000 метра двойка каяк на Олимпиадата в Атланта през 1996 г., както и на 1000 метра четворка каяк на световното първенство в Севиля през 2002 година.
Той е баща на гимнастичката Любомира Казанова (р. 1996), също бронзова олимпийска медалистка с ансамбъла на България по художествена гимнастика.